# Chiesa di Sant'Andrea Apostolo (Bonavigo)
La chiesa di Sant’Andrea Apostolo è la chiesa parrocchiale di Orti, frazione del Comune di Bonavigo, in provincia e diocesi di Verona; fa parte del vicariato di Legnago, precisamente dell'Unità Pastorale Legnago sinistra Adige.

## Storia
La prima attestazione di un luogo di culto a Orti risale al 1024, quando Alberico, conte di Verona, donò a Officia, figlia di Giovanni “venetico”, la quarta parte di case, castello e cappella dell’allora Orte.
Successivamente il castello e la cappella furono ceduti da Milone dei Sambonifacio al monastero di S. Giorgio in Braida di Verona.
Nel 1196 la chiesa risulta soggetta alla pieve di Porto di Legnago. Sono presenti due sacerdoti, un diacono e tre chierici.
Nel tempo vi furono contrasti tra i decani locali, che governavano Orti, sorta attorno al castello e sotto l’osservanza delle poste del Comune di Verona, e il priore di S. Giorgio in Braida, che voleva esercitare la propria giurisdizione.
Le visita pastorale del Vescovo di Verona Gian Matteo Giberti del 1526 fotografa la situazione: la comunità locale da tempo è senza luogo di culto in quanto travolto dall’Adige e non si era ancora provveduto alla ricostruzione.
Nella successiva visita del Giberti, nel 1529, la chiesa è ricostruita e risulta piuttosto grande, visto che si parla di cinque altari: quello maggiore dedicato a Sant’Andrea e quelli del Corpo di Cristo, della Beata Vergine Maria, di San Tommaso e di Sant’Antonio. Numero confermato dalle visite successive, anche nel Settecento, seppur con qualche cambio nell’intitolazione. In particolare, si apprende dalla visita del 1765 che gli altari erano tutti in marmo e che il maggiore era stato consacrato nel 1753.
La parrocchia era diocesana, ma il giuspatronato, cioè la scelta del sacerdote officiante veniva effettuata dai proprietari del luogo: dai monaci di S. Giorgio in Braida fino al 1442 e poi da quelli di San Giorgio in Alga di Venezia. Quando quest’ultimo fu soppresso da Clemente IX nel 1668 e i suoi beni messi all’asta dalla Serenissima per la difesa di Candia, la proprietà di Orti passò per quarantunomila ducati al monastero di Santa Caterina di Venezia, questo fino al 1806. Alle monache spettava la scelta e l’eventuale rimozione del rettore, mentre al Vescovo di Verona la sua conferma.
La chiesa fu quasi interamente rifatta tra il 1937 e il 1960 su idea del parroco, don Romolo Tressino, messa in opera dall’architetto Gino Bertolini.
Tra il 1937 e il 1941 fu costruito il protiro neoromanico e rinnovato il battistero. Dal 1951 fu sopraelevata la navata all’attuale altezza, rifatta la facciata (a salienti rispetto alla precedente a capanna) e costruita la cupola a base ottagonale sopra il presbiterio.
La chiesa fu consacrata il 31 maggio 1964.
Al 2003 risale un intervento di restauro e di sistemazione della copertura dell’edificio.

## Descrizione

### Esterno

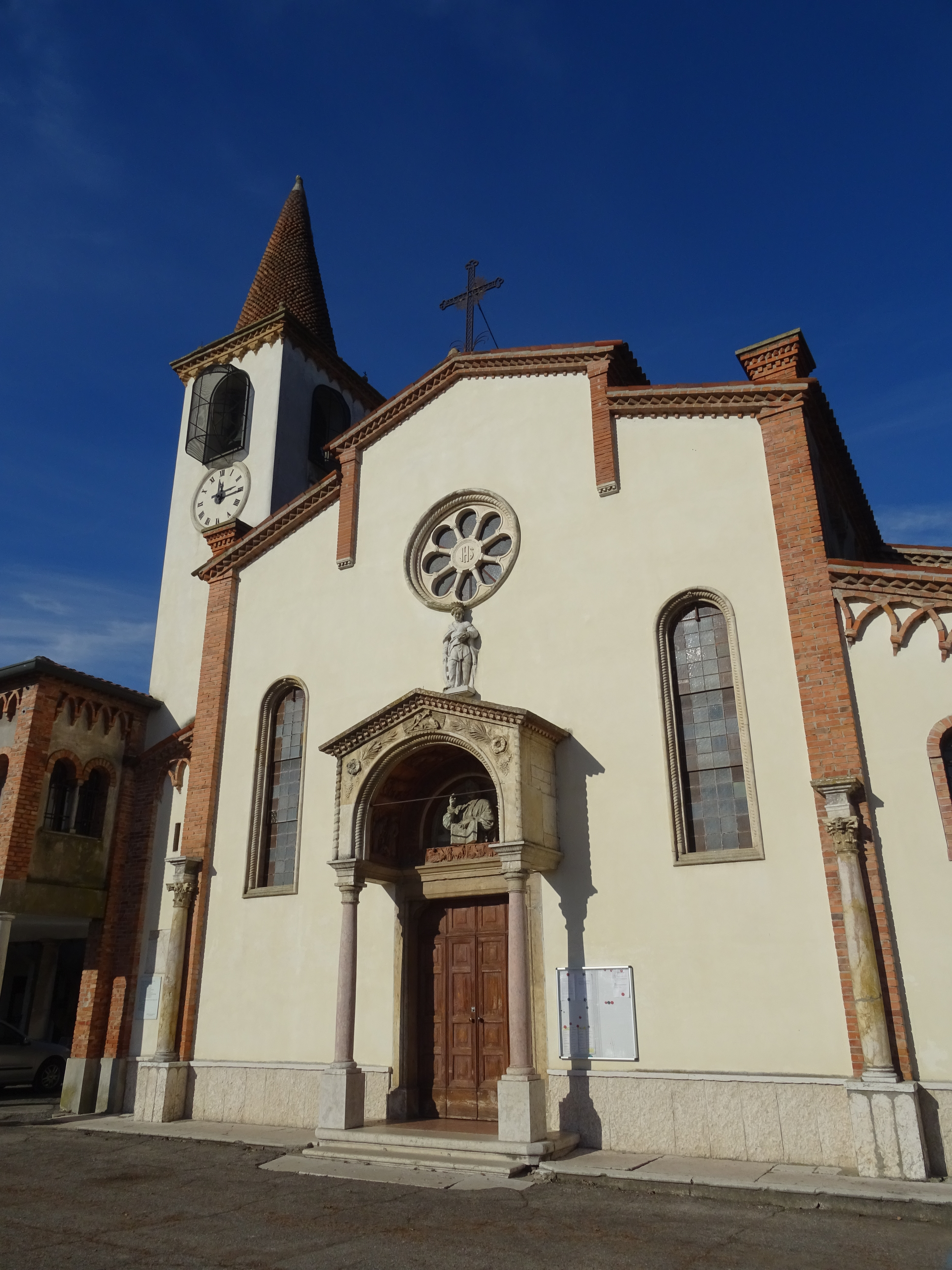
La facciata.

La facciata, dalle linee neoromaniche, rivolta verso sud, è a salienti, intonacata, con protiro, sovrastante il portale rettangolare, sostenuto da colonne e intradosso che presenta formelle in terracotta raffiguranti gli abitanti di Orti occupati nel lavoro dei campi e lo stesso parroco, mentre al centro della lunetta vi è un Gesù benedicente, opera del prof. Gino Masiero, a suo tempo direttore della Scuola d’Arte di Valdagno e sfollato ad Orti durante la guerra, autore di tutte le opere in terracotta e di alcune sculture.
Sopra al protiro è presente il rosone, ma, poggiata al muro, al di sotto di esso, vi è una statua di Santa Caterina d'Alessandria. Ai lati del protiro due monofore a dar luce alle navate laterali e altre due, più piccole, per le ali laterali, mentre altri elementi richiamanti il romanico sono la decorazione a peducci che accompagna la linea della copertura e la presenza di archetti pensili nelle zone laterali, nei fianchi e nell’abside .

### Interno
L’interno della chiesa è di tipo basilicale, con tre navate separate da due file di colonne in marmo rosso Verona con basamento a pianta quadrata in marmo nembro giallo, un pseudo-transetto trasversale, con l’area centrale coincidente con il presbiterio.
Il ritmo delle navate laterali è dato anche da lesene in mattoni di laterizio alternati a corsi in pietra bianca e con lo stesso basamento delle colonne.
I capitelli e la cornice sommitale sono decorati da formelle in terracotta dello scultore Masiero, che raccontano la storia dell’umanità dalla Creazione dell’uomo al Concilio Vaticano II.
Le pareti della chiesa risultano intonacate e tinteggiate.
La navata centrale è coperta da una volta a botte, come le navate laterali e i bracci del transetto, mentre il presbiterio è sovrastato da un tiburio a base ottagonale, con una bifora per lato a introdurre la luce nel tempio.
Il pavimento dell’aula è in quadrotte alternate di marmo rosso Verona e nembro rosato posate a corsi diagonali, mentre il presbiterio è pavimentato con lastre di marmo Daino reale con bordatura in marmo rosso Verona.
Nelle navate laterali trovano posto gli altari. Sul lato destro ve n’è uno attribuibile a fine XVII-inizio XVIII secolo, ma il cui ciborio si trova su quello successivo nello stesso lato.
Alla stessa epoca è attribuibile il primo altare della navata laterale sinistra, mentre gli altri, con mense curvilinee, sono da collocare nel pieno Settecento.
Tutti hanno cornici che in origine contenevano pale d’altare. Oggi ne rimane una sola, tra l’altro collocata sopra la bussola del portale d’entrata, raffigurante i Santi Andrea, Rocco, Giovanni Battista e il Padre Eterno, databile al 1575 e firmata Opus Surdi. Secondo Sergio Marinelli potrebbe essere un allievo di Giulio Romano, forse della famiglia mantovana dei Sordi. Questo porterebbe a giustificare le somiglianze con la Visitazione presente nella Cappella Mantegna della Basilica di Sant’Andrea in Mantova.
Oggi due altari sono occupati da statue moderne (la Madonna del Carmine e il Cristo), un terzo da un dipinto con la Madonna del Santuario di S. Tomaso di Orti e il quarto dal già citato ciborio.
Il pulpito, decorato con formelle raffiguranti scene evangeliche, è un'altra opera del Masiero. 
Il presbiterio, elevato di un gradino rispetto alle navate, è frutto dell’adeguamento liturgico posteriore al Vaticano II, avvenuto principalmente tra il 1965 e il 1970. Sono state rimosse le balaustre ed è stato smembrato l’altare maggiore. Con parte di esso è stato realizzato l’attuale altare verso il popolo, in marmi policromi e in posizione più avanzata verso l’aula, mentre il paliotto con il tabernacolo sono stati addossati alla parete absidale, rettilinea, sovrastati da una trifora vetrata. 
Successivamente (fine anni Novanta del XX secolo) è stato aggiunto l’ambone marmoreo con formelle in terracotta, a sinistra e più avanzato rispetto all’altare.
Sul fianco sinistro del presbiterio si trovano la cappella feriale e la sacrestia. Sempre sullo stesso lato, ortogonalmente rispetto alla chiesa, si trova l’Oratorio di Sant’Andrea, contenente una Madonna con il Bambino, un’Annunciazione e una Natività del già citato Masiero.
Sono presenti anche dei tabernacoli appartenenti uno forse al primo luogo di culto (risalente intorno al 1100) e l’altro al 1400-1500.

#### L'organo
Nel transetto di sinistra, in una cassa lignea su mensola, è presente l’organo Bonato ‘’opus 6’’, realizzato da Diego Bonato nel 1993.
L'organo, con consolle indipendente a due tastiere di 61 tasti ciascuna e una pedaliera di 32 note, è a  trasmissione elettrico/elettronica.
Disposizione fonica dell'organo:
| I - Grand'Organo |        |
| Principale I     | 8'     |
| Flauto a cuspide | 8'     |
| Ottava           | 4'     |
| Decima quinta    | 2'     |
| Cornetto         | II/III |
| Plenum           | II/VI  |
| Tremolo          |        |

| II - 'Recit       |        |
| Flauto a Camino   | 8'     |
| Flauto ottaviante | 4'     |
| Larigot           | 1.1/3' |
| Oboe              | 8'     |
| Tremolo           |        |

| Pedale         |     |
| Subbasso       | 16' |
| Corno di notte | 4'  |

## Campanile e campane

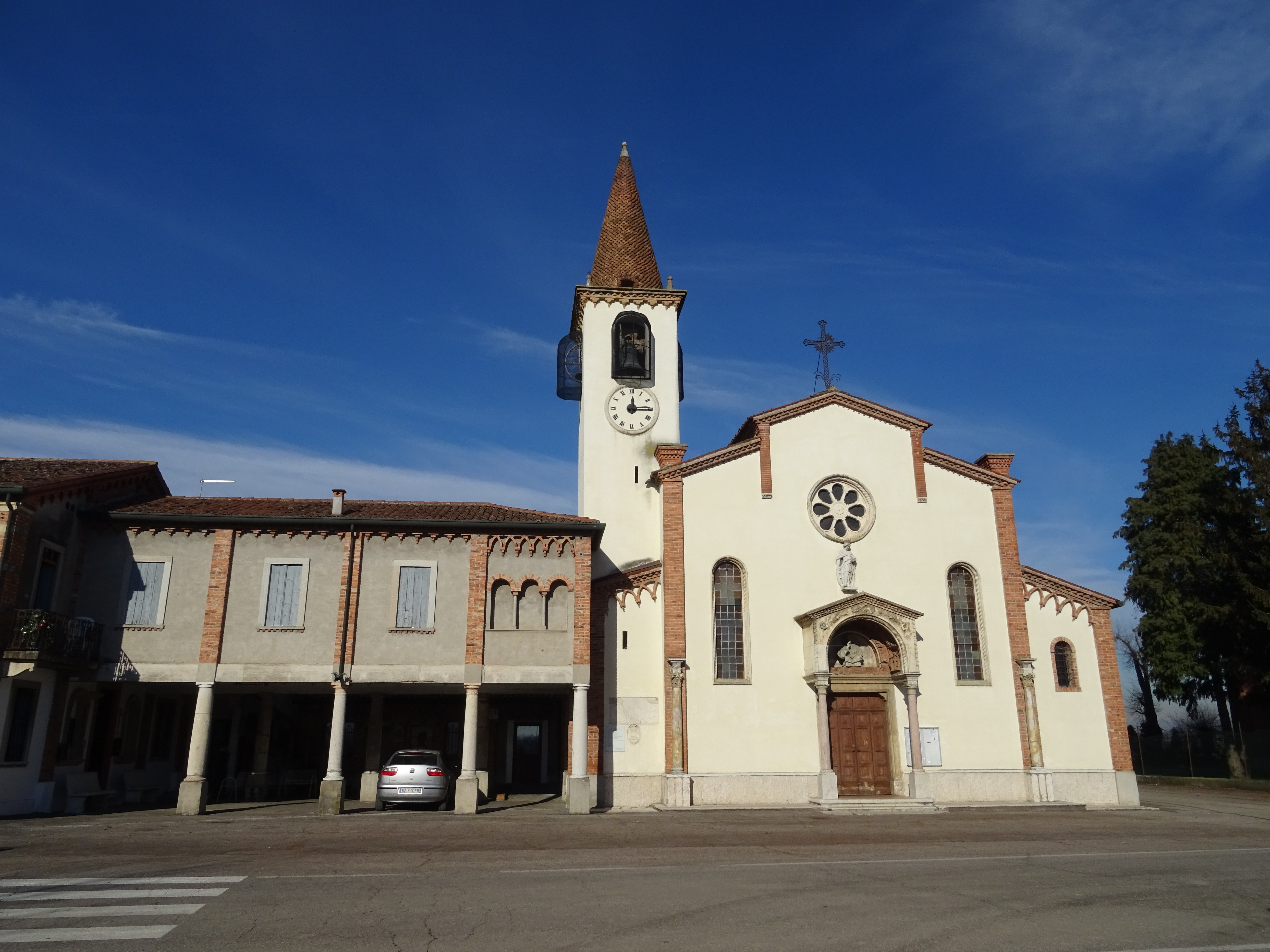
Il campanile, leggermente arretrato rispetto alla facciata.

Il campanile è l’unico elemento che ha superato indenne il rinnovamento della chiesa.
Addossato sul fianco sinistro dell’edificio sacro, di poco arretrato rispetto alla facciata, è a pianta quadrata e con fusto intonacato.
La cella campanaria presenta una monofora per lato con arco a tutto sesto, mentre la copertura a pigna è in cotto, con quattro piccoli pinnacoli agli angoli..
Il concerto campanario presente oggi sulla torre è composto da 3 campane in SOL3, montate veronese e manuali.
Questi i dati del concerto:
1 – SOL3 – diametro 958 mm - peso 522 kg - Fusa nel 1977 da De Poli di Treviso.
2 – LA3 – diametro 840 mm - peso 320 kg - Fusa nel 1919 da Cavadini di Verona.
3 – SI3 – diametro 750 mm – peso 240 kg - Fusa nel 1946 da Cavadini di Verona.
Come ricorda il suonatore di campane Pietro Sancassani, in precedenza vi erano tre campane fuse nel 1819.